# Komuna e Ulëzës
Komuna e Ulëzës är en kommundel och tidigare kommun kommun i Albanien.   Den ligger i prefekturen Qarku i Dibrës, i den norra delen av landet, 40 km norr om huvudstaden Tirana.
Trakten runt Komuna e Ulëzës består till största delen av jordbruksmark.  Runt Komuna e Ulëzës är det ganska tätbefolkat, med 160 invånare per kvadratkilometer.